# باغ چهل‌تن
باغ چهل‌تن یکی از باغ‌های تاریخی و مشهور شهر شیراز می‌باشد. این باغ در دورهٔ زندیه احداث شده‌است و چهل گور تاریخی را در خود جای داده‌است؛ به‌همین دلیل به باغ چهل‌تن معروف گشته‌است. همچنین تعدادی گور مربوط به سدهٔ سیزدهم هجری در این باغ وجود دارند. باغ چهل‌تن در شمال آرامگاه حافظ واقع شده‌است و در داخل این باغ درختان گوناگونی به‌چشم می‌خورند.